# Presnel Kimpembe
Presnel Kimepelembe (Beaumont-sur-Oise, 1995. augusztus 13. –) kongói származású, francia születésű labdarúgó, a Paris Saint-Germain játékosa.

## Magánélete
Kimpembe a franciaországi Beaumount-sur-Oise-ben született. Édesapja kongói, édesanyja haiti származású. Anyai nagyapja nevét kapta.

## Pályafutása

### Paris Saint-Germain
Kimpembe a Paris Saint-Germain FC saját nevelésű játékosa. 2005-től 2014-ig a klub akadémiáján nevelkedett. 
2014. október 17-én debütált a PSG felnőtt keretében, a francia élvonalban az RC Lens ellen. Thiago Motta helyére cserélték be a 76 perc után. A mérkőzést 1–3-ra nyerték meg. 2017. február 14-én mutatkozott be a Bajnokok Ligájában a Barcelona elleni 4–0-ra megnyert meccsen.
2019. február 12-én gólt szerzett a BL-ben a Manchester United ellen az Old Traffordon. A meccset a PSG nyerte 2–0-ra, majd a visszavágót 3–1-re elveszítették.

### A válogatottban
2018-ban meghívót kapott a francia felnőtt válogatottba. 2018. március 27-én debütált Oroszország ellen egy barátságos mérkőzésen, amelyen a 72. percben Ousmane Dembélé helyére cserélték be. A találkozót 3–1-re megnyerték.
2018. május 17-én bekerült Franciaország 23 fős keretébe a 2018-as világbajnokságon.

## Statisztikái

### Klubokban
2020. július 31-én frissítve.
| Klub                | Szezon           | Liga             | Liga  | Liga | Kupa  | Kupa | Ligakupa | Ligakupa | Nemzetközi | Nemzetközi | Egyéb | Egyéb | Összesen | Összesen |
| Klub                | Szezon           | Bajnokság        | Mérk. | Gól  | Mérk. | Gól  | Mérk.    | Gól      | Mérk.      | Gól        | Mérk. | Gól   | Mérk.    | Gól      |
| ------------------- | ---------------- | ---------------- | ----- | ---- | ----- | ---- | -------- | -------- | ---------- | ---------- | ----- | ----- | -------- | -------- |
| Paris Saint-Germain | 2014–15          | Ligue 1          | 1     | 0    | 0     | 0    | 0        | 0        | 0          | 0          | 0     | 0     | 1        | 0        |
| Paris Saint-Germain | 2015–16          | Ligue 1          | 6     | 0    | 2     | 0    | 1        | 0        | 0          | 0          | 0     | 0     | 9        | 0        |
| Paris Saint-Germain | 2016–17          | Ligue 1          | 19    | 0    | 4     | 0    | 3        | 0        | 1          | 0          | 1     | 0     | 28       | 0        |
| Paris Saint-Germain | 2017–18          | Ligue 1          | 28    | 0    | 4     | 0    | 3        | 0        | 3          | 0          | 0     | 0     | 38       | 0        |
| Paris Saint-Germain | 2018–19          | Ligue 1          | 24    | 0    | 3     | 0    | 1        | 0        | 8          | 1          | 0     | 0     | 36       | 1        |
| Paris Saint-Germain | 2019–20          | Ligue 1          | 16    | 0    | 0     | 0    | 2        | 0        | 7          | 0          | 0     | 0     | 25       | 0        |
| Paris Saint-Germain | Összesen         | Összesen         | 94    | 0    | 13    | 0    | 9        | 0        | 19         | 1          | 1     | 0     | 136      | 1        |
| Karrier összesen    | Karrier összesen | Karrier összesen | 94    | 0    | 13    | 0    | 10       | 0        | 19         | 1          | 1     | 0     | 137      | 1        |

### A válogatottban
2019. november 17-én frissítve.
| Nemzet        | Év       | Mérkőzés | Gól |
| ------------- | -------- | -------- | --- |
| Franciaország | 2018     | 7        | 0   |
| Franciaország | 2019     | 2        | 0   |
| Összesen      | Összesen | 9        | 0   |

## Sikerei, díjai

### Klubokban
Paris Saint-Germain
- Francia bajnok: 2015–16, 2017–18, 2018–19, 2019–20[5]
- Francia kupa: 2015–16, 2016–17, 2017–18, 2019–20
- Francia ligakupa: 2015–16, 2016–17, 2017–18
- Francia szuperkupa: 2016, 2017

### A válogatottban
Franciaország
- Világbajnokság győztes: 2018